# Schadenbeek
Die Schadenbeek (mittelniederdeutsch beek = Bach) ist ein rechter Nebenfluss der oberen Krummen Lutter. Sie entspringt auf über 610 m Höhe und durchfließt in südöstlicher Richtung das Tal zwischen dem Übelsberg und den Schadenbeeksköpfen, um nach gut 2 km Flusslauf auf 410 m Höhe in die obere Krumme Lutter zu münden.
Das Bestimmungswort des Namens leitet sich wohl von einem altsächsischen Personennamen *Skado ab.